# Joshua Brennan
Joshua Brennan es un actor australiano, más conocido por haber interpretado a Leo Morgan en la serie Ocean Star.

## Biografía
En 2011, se graduó de la prestigiosa escuela Western Australian Academy of Performing Arts "WAAPA".

## Carrera
En 2003, se unió al elenco de la serie Ocean Star, donde interpretó a Leo Morgan, pero la serie fue cancelada después de sólo una temporada.
En 2012, apareció como invitado en el primer episodio de la serie Underbelly: Badness donde interpretó a James Falconer, el hijo de Terry Falconer (Terry Serio) un informante de la policía que es asesinado por el criminal Anthony "Rooster" Perish (Jonathan LaPaglia).
El 22 de enero de 2013, apareció como invitado en la serie australiana Home and Away donde interpreta Courtney Freeman un joven delincuente que comienza a darle problemas a Casey Braxton, hasta el 7 de marzo del mismo año.

## Filmografía
Series de Televisión
| Año  | Serie               | Personaje        | Notas                       |
| ---- | ------------------- | ---------------- | --------------------------- |
| 2013 | Home and Away       | Courtney Freeman | 5 episodios                 |
| 2012 | Underbelly: Badness | James Falconer   | episodio "Thy Will Be Done" |
| 2011 | Castaway            | Bill             | 2 episodios                 |
| 2003 | Ocean Star          | Leo Morgan       | 13 episodios                |

Películas
| Año  | Título        | Personaje                | Notas                                                                                |
| ---- | ------------- | ------------------------ | ------------------------------------------------------------------------------------ |
| 2014 | Parer's War   | Soldado Scotty McMillian | junto a Matthew Le Nevez, Adelaide Clemens, Ian Meadows, Luke Ford & Nicholas Bell   |
| 2013 | Worm          | Marty                    | corto - junto a John Waters, Marcus Graham, P.J. Lane, Lyn Collingwood & Kristy Best |
| 2011 | In View       | Richard                  | corto - junto a Jessica Clarke & Ben O'Toole                                         |
| 2011 | Options       | -                        | corto - junto a Michael Drysdale, Charlotte Hazzard & Ben O'Toole                    |
| 2003 | The Shark Net | Nick Howell Jr.          | junto a William McInnes, Angie Milliken, Tim Draxl, Leeanna Walsman & Dan Wyllie     |

Teatro
| Año  | Obra          | Personaje | Director (a) | Teatro        | Notas                |
| ---- | ------------- | --------- | ------------ | ------------- | -------------------- |
| 2011 | Tender Napalm | -         | -            | Perth Theatre | junto a Anna Houston |